# 수기라이트
수기라이트는 복잡한 화학식 KNa2(Fe, Mn, Al)2Li3Si12O30을 갖는 비교적 희귀한 분홍색에서 보라색 시클로실리케이트 광물이다. 결정체는 거의 발견되지 않으며 형태는 일반적으로 거대하다. 모스 경도는 5.5–6.5이고 비중은 2.75–2.80이며, 대부분 반투명하다. 수기라이트는 1944년 일본의 석유학자 스기 켄이치(杉 健一, 1901-1948)에 의해 일본 이와기 섬에서 발생한 것으로 알려져 있다.